# Sélune-floden
Sélune er en 91 km lang fransk flod i Manche departmentet i Normandiet. Den har sit udspring ved Saint-Cyr-du-Bailleul og løber ud i Den engelske kanal i bugten ved Mont Saint-Michel nær Avranches og tæt ved udmundingen af Sée-floden.
Andre byer ved Sélune-floden er Barenton, Saint-Hilaire-du-Harcouët og Ducey.